# Molinet
Pour le poète et historien, voir Jean Molinet.
Molinet est une commune française située dans le département de l'Allier, en région Auvergne-Rhône-Alpes.

## Géographie

### Localisation
La commune se situe dans l'est du département de l'Allier, dans les Basses Marches du Bourbonnais. Elle est bordée au nord par la Loire, qui la sépare du département de Saône-et-Loire.
Elle est à vol d'oiseau à 14 km à l'ouest de Paray-le-Monial, à 40 km au sud-ouest de Montceau-les-Mines, à 47 km à l'est-sud-est de Moulins et à 48 km au nord de Roanne.
| - OpenStreetMap Limite communale |

### Communes limitrophes
Ses communes limitrophes sont :
| Saint-Agnan (Saône-et-Loire) | La Motte-Saint-Jean (Saône-et-Loire) | Digoin (Saône-et-Loire) |
| Coulanges                    | Molinet                              |                         |
| Le Pin                       | Saint-Léger-sur-Vouzance             | Chassenard              |

### Climat
Pour des articles plus généraux, voir Climat d'Auvergne-Rhône-Alpes et Climat de l'Allier.
En 2010, le climat de la commune est de type climat océanique dégradé des plaines du Centre et du Nord, selon une étude du CNRS s'appuyant sur une série de données couvrant la période 1971-2000. En 2020, Météo-France publie une typologie des climats de la France métropolitaine dans laquelle la commune est exposée à un climat océanique altéré et est dans la région climatique Centre et contreforts nord du Massif Central, caractérisée par un air sec en été et un bon ensoleillement.
Pour la période 1971-2000, la température annuelle moyenne est de 11,1 °C, avec une amplitude thermique annuelle de 16,6 °C. Le cumul annuel moyen de précipitations est de 830 mm, avec 12,1 jours de précipitations en janvier et 7,5 jours en juillet. Pour la période 1991-2020, la température moyenne annuelle observée sur la station météorologique de Météo-France la plus proche, « Saint-Didier_sapc », sur la commune de Saint-Didier-en-Donjon à 10 km à vol d'oiseau, est de 11,5 °C et le cumul annuel moyen de précipitations est de 762,6 mm,. Pour l'avenir, les paramètres climatiques de la commune estimés pour 2050 selon différents scénarios d'émission de gaz à effet de serre sont consultables sur un site dédié publié par Météo-France en novembre 2022.

## Urbanisme

### Typologie
Au 1er janvier 2024, Molinet est catégorisée commune rurale à habitat dispersé, selon la nouvelle grille communale de densité à 7 niveaux définie par l'Insee en 2022.
Elle appartient à l'unité urbaine de Digoin, une agglomération inter-régionale dont elle est une commune de la banlieue,. Par ailleurs la commune fait partie de l'aire d'attraction de Digoin, dont elle est une commune de la couronne,. Cette aire, qui regroupe 8 communes, est catégorisée dans les aires de moins de 50 000 habitants,.

### Occupation des sols

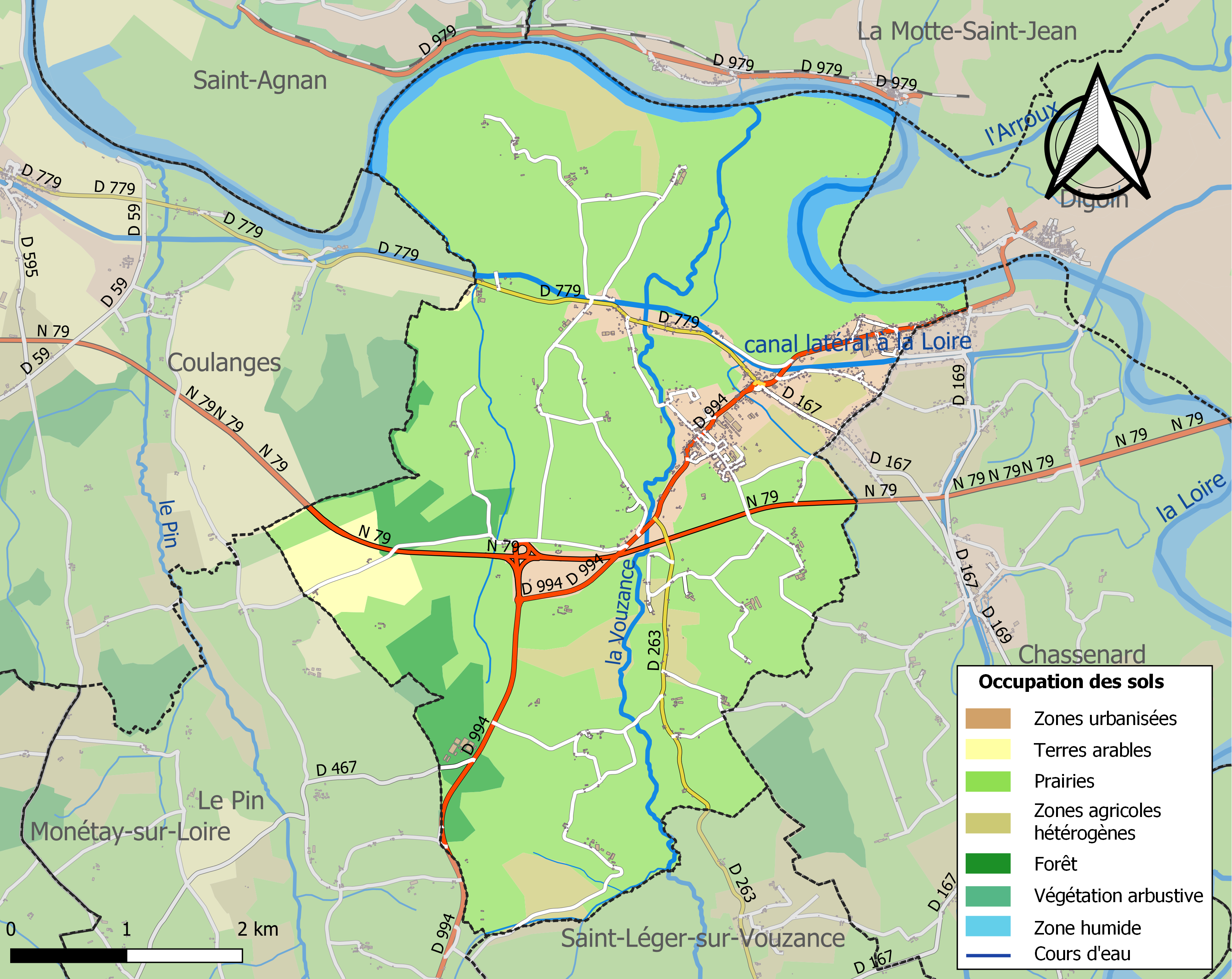
Carte des infrastructures et de l'occupation des sols de la commune en 2018 (CLC).

L'occupation des sols de la commune, telle qu'elle ressort de la base de données européenne d’occupation biophysique des sols Corine Land Cover (CLC), est marquée par l'importance des territoires agricoles (83,4 % en 2018), en diminution par rapport à 1990 (85,6 %). La répartition détaillée en 2018 est la suivante : 
prairies (73,2 %), zones agricoles hétérogènes (7,7 %), zones urbanisées (6 %), forêts (5,2 %), eaux continentales (3,7 %), terres arables (2,5 %), zones industrielles ou commerciales et réseaux de communication (1,7 %).
L'IGN met par ailleurs à disposition un outil en ligne permettant de comparer l'évolution dans le temps de l'occupation des sols de la commune (ou de territoires à des échelles différentes). Plusieurs époques sont accessibles sous forme de cartes ou photos aériennes : la carte de Cassini (XVIIIe siècle), la carte d'état-major (1820-1866) et la période actuelle (1950 à aujourd'hui).

### Logement
Les 566 logements existants, en 2013, sont des résidences principales pour 497 d'entre eux, 21 sont des résidences secondaires ou des logements occasionnels, et 48 sont des logements vacants.
222 des 497 résidences principales sont occupées par leurs propriétaires et 165 par des locataires.

## Toponymie
- Molinet : de la langue d'oïl, « petit moulin »[16].
- Estrées : dérivé du latin strada, « route »[17]. Ce toponyme est courant dans le nord de la France dans un sens identique. L'ancien Estrées était situé sur une « motte », probablement à 100 mètres de la demeure actuelle ; il dominait un carrefour de voies romaines qui unissaient la Loire et l'Allier.
- Le Péage : le hameau se trouve à l'emplacement d'une portion de voie romaine construite sur pilotis à un endroit autrefois particulièrement marécageux.

## Histoire

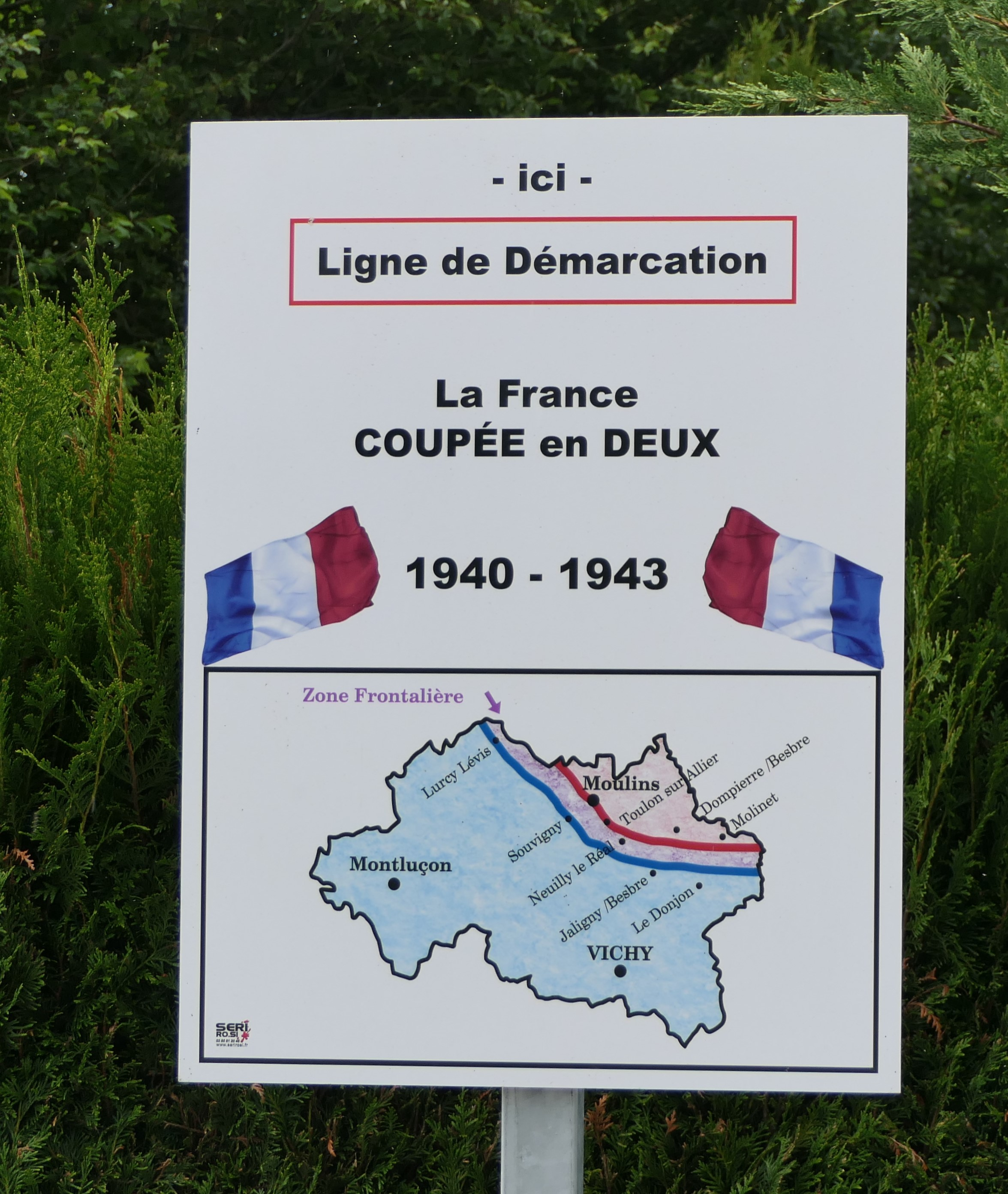
Le panneau portant tracé de la ligne de démarcation.

Site de la période du Grand-Pressigny. Il relevait de la châtellenie de Moulins. Mentionné au XVIe siècle à l'occasion d'un échange de terres.
En 1848-1849, les autorités refusèrent de satisfaire le vœu unanime du conseil municipal, qui réclamait le rattachement de la commune au canton de Digoin et, par là, au département de Saône-et-Loire.
De 1940 à 1943, la ligne de démarcation passait à Molinet. Un panneau indiquant son tracé a été implanté en 2017 à l'entrée du bourg.

## Politique et administration

### Découpage territorial
Par arrêté préfectoral du 2 janvier 2024, la commune est retirée le 1er janvier 2024 de l'arrondissement de Moulins et rattachée à l'arrondissement de Vichy.

### Liste des maires
| Période                                  | Période                      | Identité       | Étiquette | Qualité                                              |
| ---------------------------------------- | ---------------------------- | -------------- | --------- | ---------------------------------------------------- |
| Les données manquantes sont à compléter. |                              |                |           |                                                      |
| 1960                                     | 1966                         | Albert Crétin  |           | Agriculteur                                          |
| 1966                                     | 1983                         | Maurice Lainé  |           | Agriculteur                                          |
| 1983                                     | 2000                         | Guy Canard     |           | Industriel                                           |
| 2000                                     | 2005                         | Raymond Féjart |           | Transporteur                                         |
| 2005                                     | mars 2008                    | Hélène Charles |           | Secrétaire                                           |
| mars 2008                                | mars 2014                    | Roland Fleury  | PS        | pharmacien, conseiller général[précision nécessaire] |
| mars 2014                                | En cours (au 8 juillet 2020) | Annie Mondelin | ? puis LR | Retraitée de la fonction publique                    |

## Population et société

### Démographie
L'évolution du nombre d'habitants est connue à travers les recensements de la population effectués dans la commune depuis 1793. Pour les communes de moins de 10 000 habitants, une enquête de recensement portant sur toute la population est réalisée tous les cinq ans, les populations de référence des années intermédiaires étant quant à elles estimées par interpolation ou extrapolation. Pour la commune, le premier recensement exhaustif entrant dans le cadre du nouveau dispositif a été réalisé en 2008.

En 2022, la commune comptait 1 120 habitants, en évolution de −3,53 % par rapport à 2016 (Allier : −1,38 %, France hors Mayotte : +2,11 %).
| 1793 | 1800 | 1806 | 1821 | 1831 | 1836 | 1841 | 1846 | 1851 |
| ---- | ---- | ---- | ---- | ---- | ---- | ---- | ---- | ---- |
| 709  | 284  | 624  | 712  | 766  | 801  | 861  | 808  | 869  |

| 1856 | 1861 | 1866 | 1872 | 1876 | 1881 | 1886 | 1891 | 1896  |
| ---- | ---- | ---- | ---- | ---- | ---- | ---- | ---- | ----- |
| 880  | 928  | 914  | 941  | 946  | 939  | 995  | 967  | 1 136 |

| 1901  | 1906  | 1911  | 1921  | 1926  | 1931  | 1936  | 1946 | 1954 |
| ----- | ----- | ----- | ----- | ----- | ----- | ----- | ---- | ---- |
| 1 197 | 1 259 | 1 238 | 1 061 | 1 074 | 1 081 | 1 044 | 921  | 994  |

| 1962  | 1968  | 1975  | 1982  | 1990  | 1999  | 2006  | 2008  | 2013  |
| ----- | ----- | ----- | ----- | ----- | ----- | ----- | ----- | ----- |
| 1 062 | 1 090 | 1 179 | 1 147 | 1 264 | 1 159 | 1 172 | 1 176 | 1 173 |

| 2018  | 2022  | - | - | - | - | - | - | - |
| ----- | ----- | - | - | - | - | - | - | - |
| 1 138 | 1 120 | - | - | - | - | - | - | - |

Les 1 173 habitants, en 2013, de la commune ont pour 381 d'entre eux (32,4 % de la population) moins de 20 ans, pour 448 (38,1 %) entre 20 et 59 ans, et 344 (29,3 %) sont âgés de 60 ans et plus.
Parmi ceux âgés de 15 à 64 ans 723 (75 %) constituent la population active, 8 % sont des élèves ou étudiants, 11,6 % des retraités ou préretraités et 5,4 % d'autres inactifs.

## Économie

### Emploi
Le nombre d'emplois existants dans la commune en 2013 est de 402 (432 en 2008). dont 350 sont des emplois salariés et 52 des emplois non salariés.
Il existe 96 établissements actifs dans la commune, qui emploient au total 330 salariés.
- 18 appartiennent au secteur de l'agriculture : 15 n'emploient aucun salarié, les autres emploient au total 6 salariés.
- 12 sont du secteur industriel : 6 n'ont aucun salarié, les autres emploient au total 220 salariés, dont 2 emploient plus de 50 personnes chacune.
- 6 établissements sont du secteur de la construction, 4 n'ont pas de salariés ; les autres emploient au total 4 salariés.
- 53 sont du secteur de commerce, des transports et des services divers, dont 38 n'ont aucun salarié ; les autres emploient au total 81 salariés.
- 7 sont du secteur de l'administration publique, de l'enseignement, de la santé, de l'action sociale, 5 d'entre eux n'ont pas de salarié ; les autres emploient au total 19 salariés.

Premier fabricant français de cercueils
La commune abrite l'entreprise Canard, le premier fabricant français de cercueils avec 100 000 cercueils par an (entre 18 et 20 % de la production française).

### Histoire économique

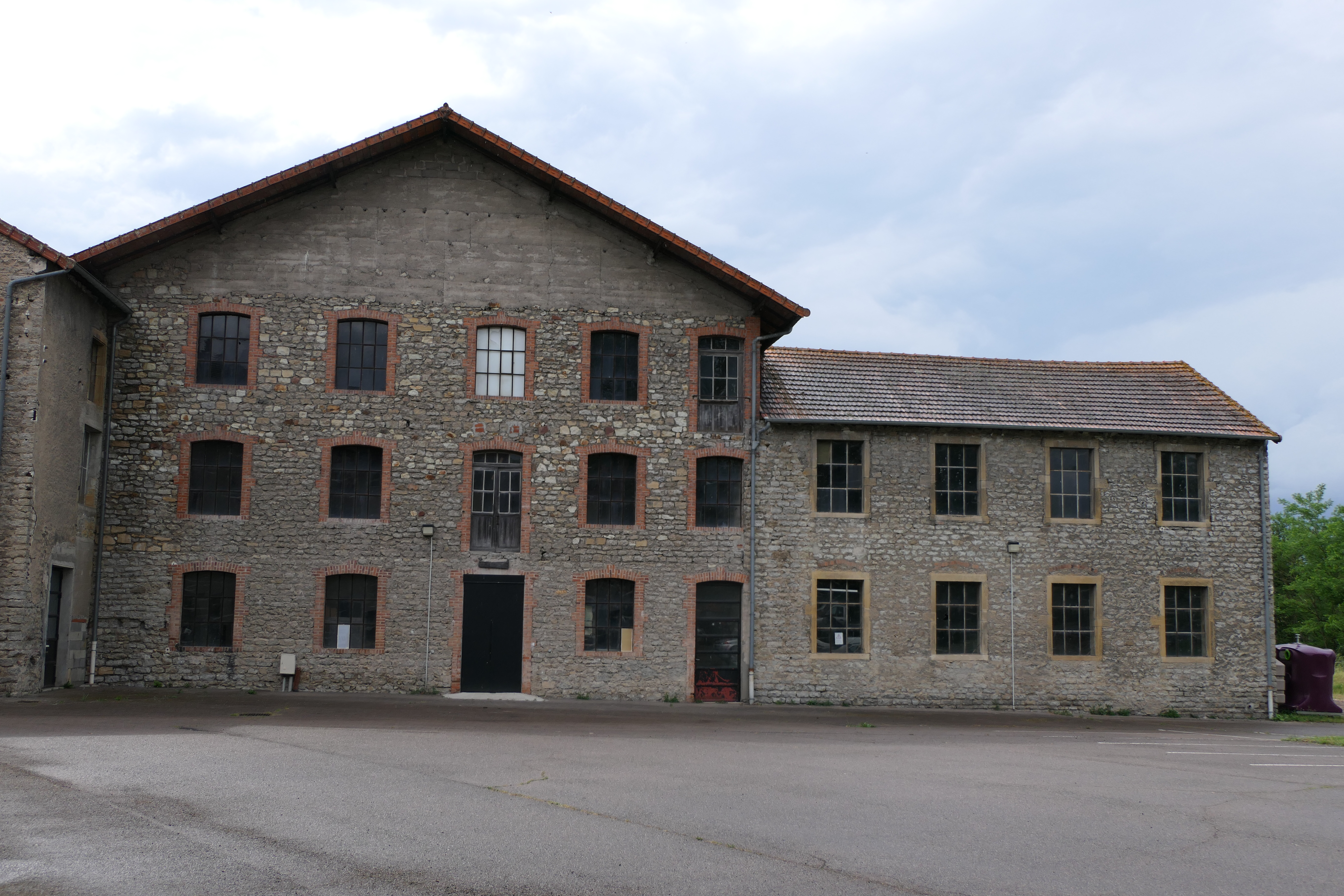
Une partie des bâtiments (en 2017) de la poterie de la Broche.

Poterie de la Broche : en 1770 est créée une verrerie, qui a précédé la poterie. Elle fabriquait des bouteilles en verre noir. Cette fabrique est, en 1839, une filiale de la Compagnie Générale des Verreries du Centre. Cette verrerie fonctionne jusqu'en 1856, date à laquelle les frères Lemoine achètent l'entreprise. Le contrat de vente leur interdisant de fabriquer des bouteilles en verre noir ils lancent la fabrication de bouillottes triangulaires en grès. Leur entreprise prospère. En 1863 ils la vendent à Petitpierre et Perron, lesquels vendent à leur tour à M. Escoffier. Ce dernier élargit la fabrication (plats casseroles, pots…). Au décès de M. Escoffier son gendre, Joseph Rousson lui succède en qualité de président du conseil. Mais demeurant à Feurs il nomme pour assurer la direction sur place un directeur général. Ce fut M. Blanchardon, puis, en 1939, Félix Talbot, en 1951 Claudius Talbot et André Talbot en 1973. La concurrence des contenants en plastique, la crise pétrolière ont eu raison de l'entreprise qui cessa son activité en 1981. Une partie des locaux a été utilisé ultérieurement, et durant dix années, par un musée des costumes qui a cessé son activité en 2016.

## Culture locale et patrimoine

### Lieux et monuments

#### Architecture civile
- Logis XVIIe de La Broche et d'Estrées.
- Château en brique et pierre des Parisiens fin XIXe.
- Pont-canal de la Vouzance. Ouvrage réalisé entre 1832 et 1835 par l'ingénieur Émile Martin et modifié en 1892 ; il permet au canal latéral à la Loire de traverser la Vouzance.
- Au hameau de Percy : le site d'une ancienne motte féodale jadis « fermée de fossés où il y a de l'eau tout le temps », aujourd'hui occupé par une ferme à colombages[29].

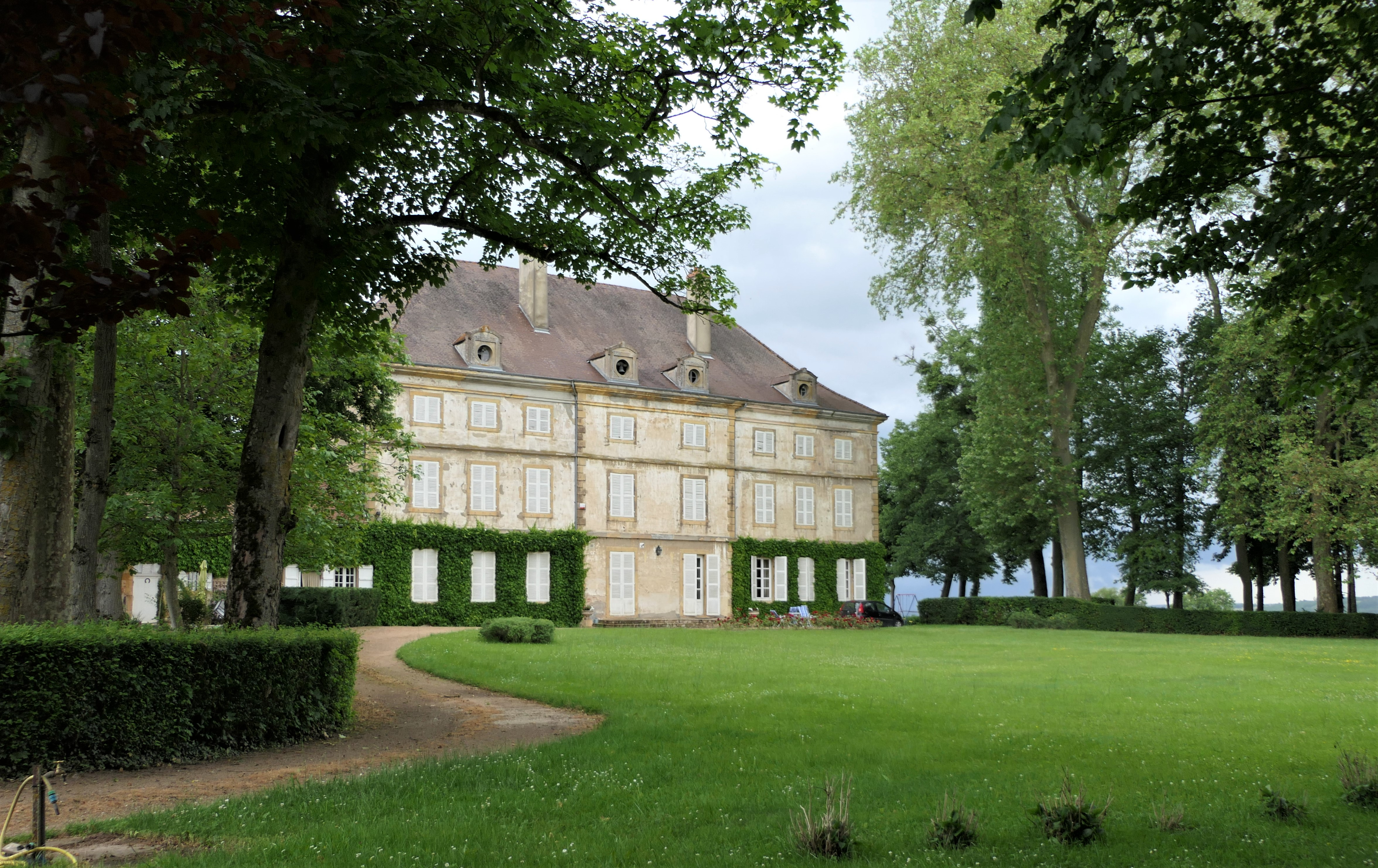
Le château d'Estrées.
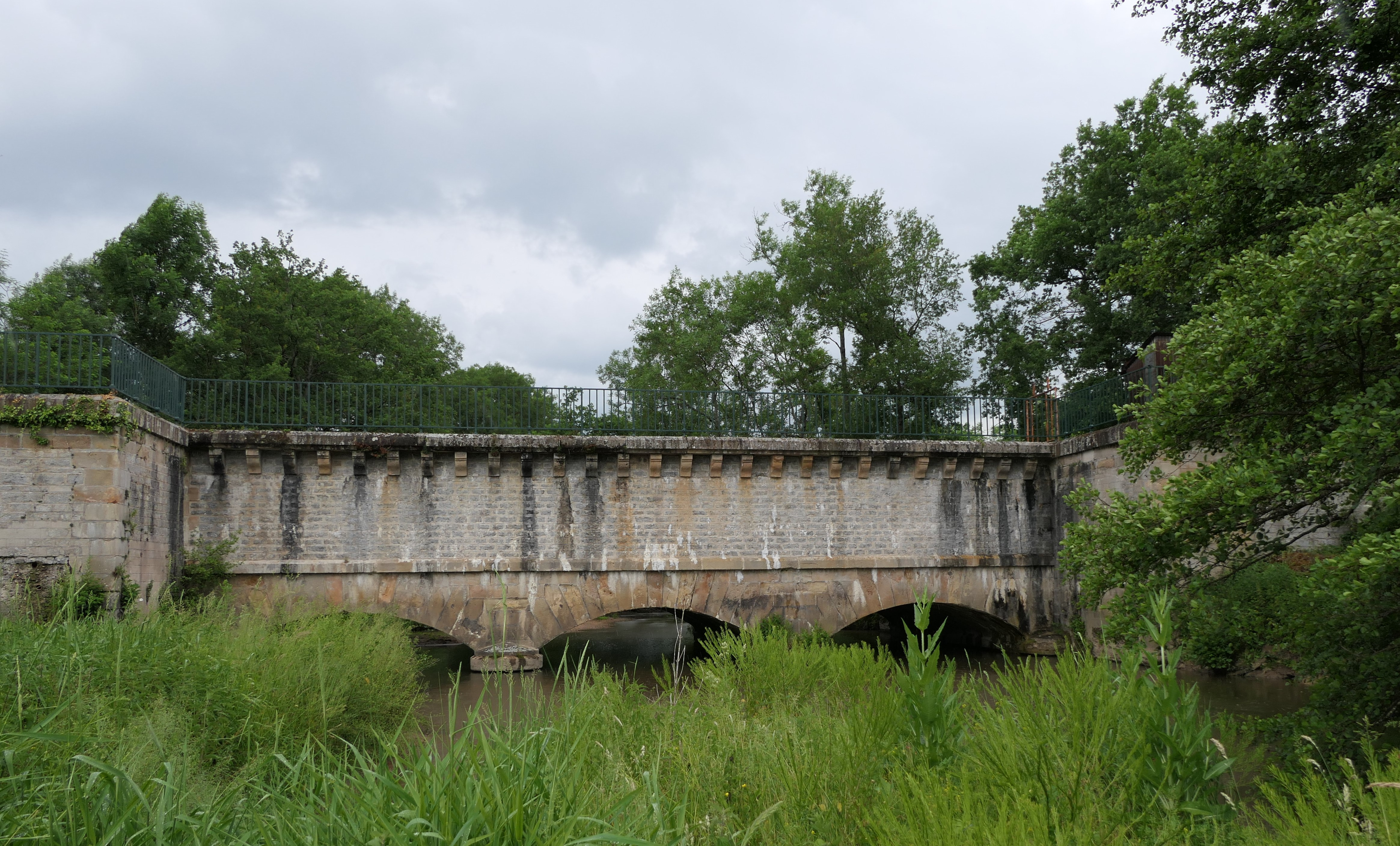
Le pont-aqueduc.
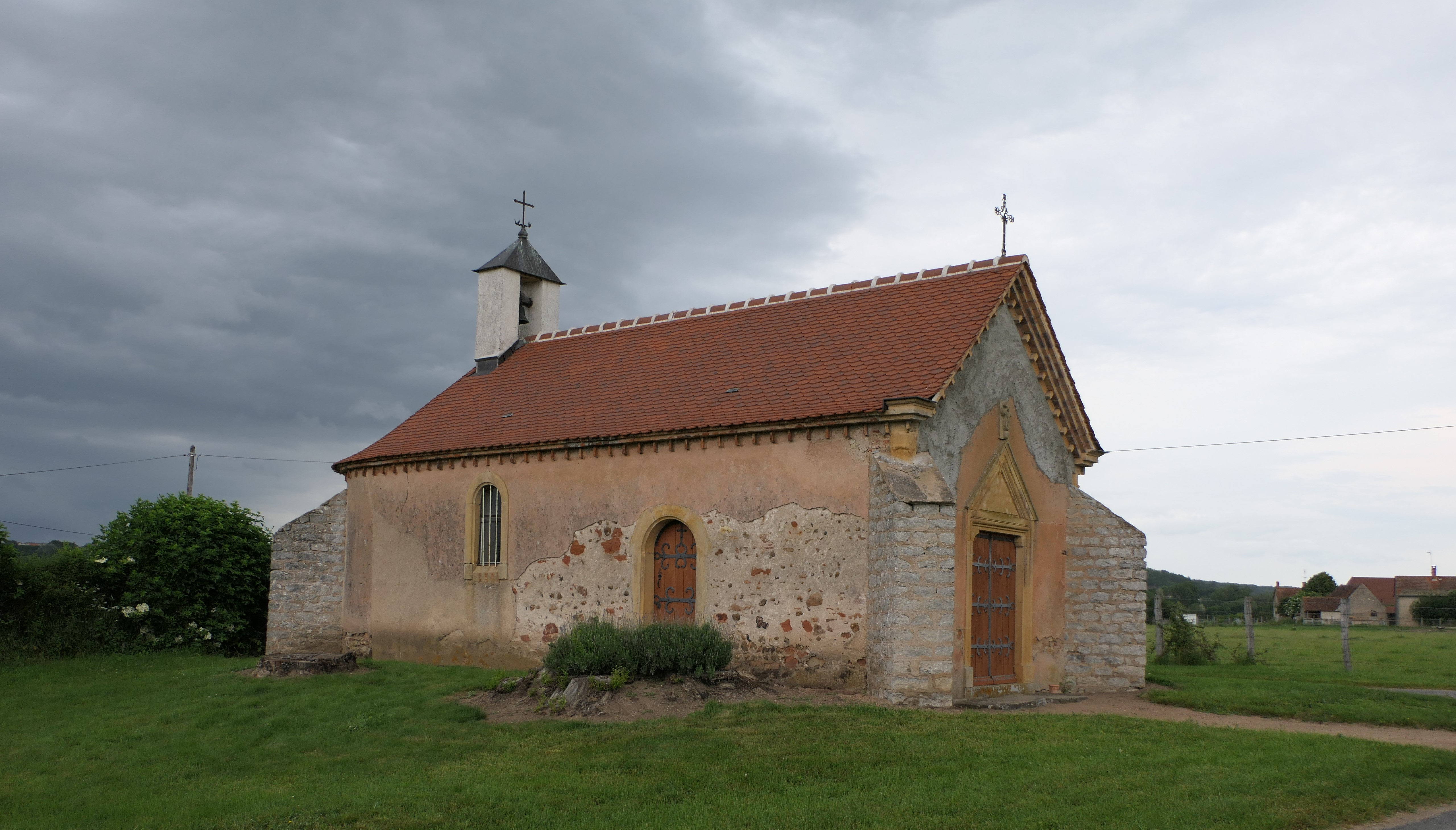
La chapelle restaurée Sainte-Radegonde.

#### Architecture sacrée
- L'église Saint-Pierre-aux-Liens (1910).
- L'ancienne église (XIIe) : chœur avec peintures murales du XIVe siècle. L'église était située au vieux bourg. Il ne reste plus rien de cet édifice. L'abside était couverte de peintures murales, sans doute des premières années du XVIe. Mais quatre fragments ont été transposés sur toile et sont exposés au musée Anne-de-Beaujeu de Moulins. Des reproductions sont également exposées dans l'église actuelle. C'est en 1521 que le curé de Molinet, Durand Janot, fit exécuter les peintures représentant les apôtres. sous forme d'une frise, en dessus d'une peinture représentant un Christ en majesté. Chaque apôtre a un attribut très visible qui permet son identification[30].

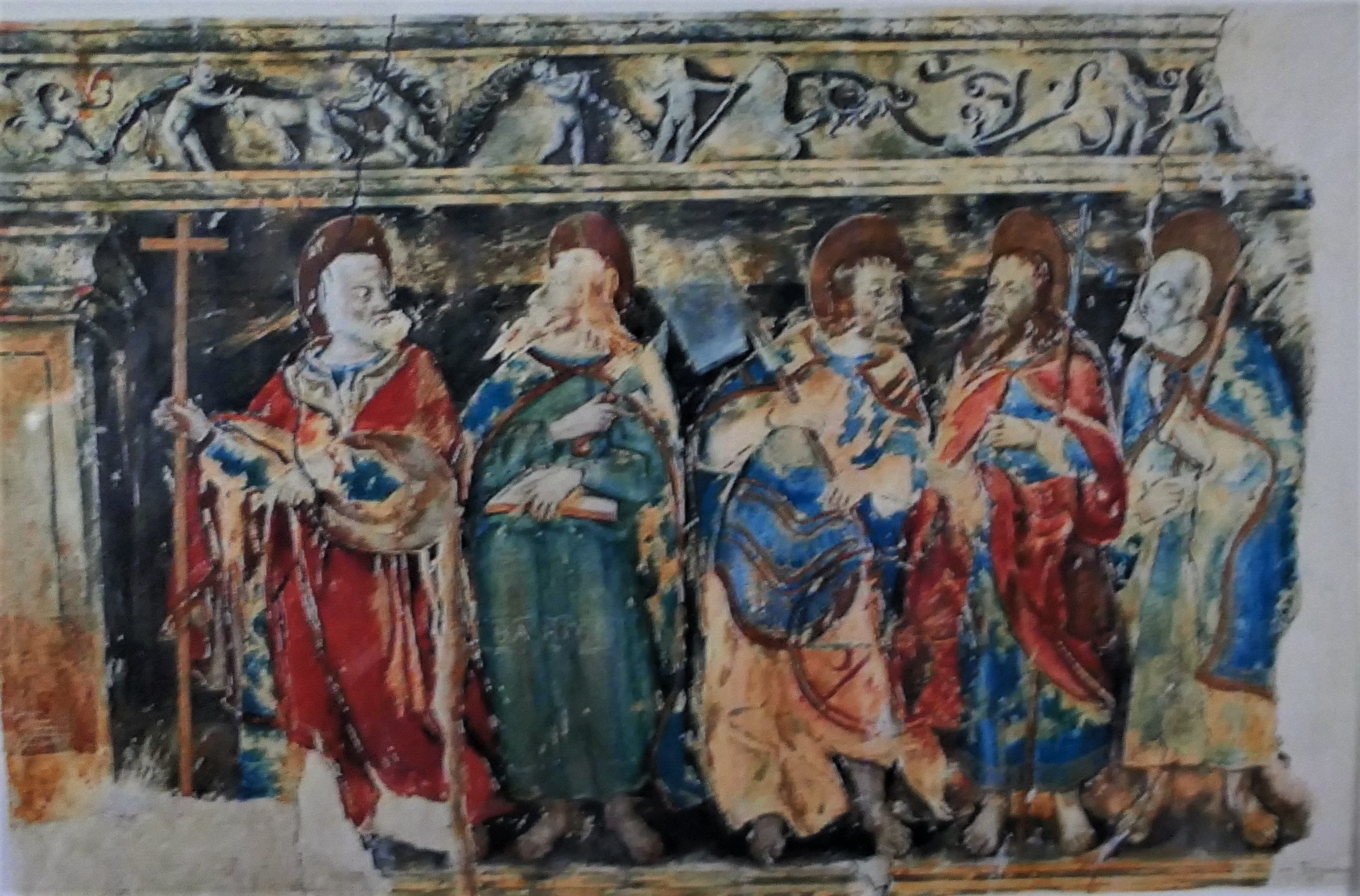
Frise des apôtres : de gauche à droite saint Philippe portant la croix, saint Barthélémy avec un livre et le coutelas qui permit de l'écorcher, saint Matthieu soutenant la hache qui lui trancha la tête, saint Simon portant une croix processionnelle, saint Jude (ou Thaddée) s'appuyant sur une scie.

- La chapelle Sainte-Radegonde (fin du XVIIe), de style roman, bâtie pour les paroissiens de Digoin qui, habitant outre-Loire, se voyaient parfois interdire l'accès à l'église du bourg en raison des crues. Comprise dans un lot de biens nationaux, elle fut achetée 240 livres en 1792, puis devint la propriété de la famille Maublanc de Chiseuil. Au début du XXe siècle, la messe s'y célébrait encore deux fois par an[31].